# Svobodná Francie
Svobodná Francie (francouzsky France Libre) byl státní útvar existující během druhé světové války, zahrnující francouzská území, která po kapitulaci Francie v červnu 1940 zůstala na straně Spojenců. Svobodná Francie vystupovala také jako exilová francouzská vláda. Hnutí Svobodné Francie založil v Londýně v červnu 1940 generál Charles de Gaulle, který ji následně také vedl. Jejími ozbrojenými složkami byly Síly Svobodné Francie neboli Svobodní Francouzi (Forces Françaises Libres, zkratka FFL), které po francouzské kapitulaci pokračovaly v boji na straně Spojenců. Hnutí také organizovalo a podporovalo odboj na území okupované Francie.

## Vznik
| „                                         | Já generál de Gaulle, jenž se nyní nacházím v Londýně, vyzývám francouzské důstojníky a vojáky, kteří jsou na britském území... inženýry i dělníky, specialisty ve zbrojní výrobě... abyste se spojili se mnou. Ať se stane cokoliv, plamen francouzského odboje nesmí pohasnout a nepohasne... | “ |
| — Projev generála de Gaulla z 18. 6. 1940 | |   |

Krátce po německé ofenzívě ze začátku května 1940, dne 25. května, byl dosavadní plukovník Charles de Gaulle pověřen velením tankové divize a povýšen na brigádního generála. Francouzská armáda nedokázala čelit náporu Wehrmachtu a 17. června podepsal maršál Philippe Pétain[zdroj⁠?!] kapitulaci Francie. De Gaulle odešel do Anglie, kde posléze začal budovat hnutí Svobodné Francie. Propagoval je mimo jiné přes rozhlas a časem se setkal s úspěchem. Za dva měsíce měla FFL již 7000 členů. 28. června byl uznán britskou vládou za vedoucího představitele svobodných Francouzů. Dne 24. září 1941 vznikl tzv. Národní výbor bojující Francie, jenž byl postupně uznán vládami Velké Británie, SSSR, Polska, Belgie i českými představiteli za francouzskou vládu v emigraci. Ten byl 3. června 1943 transformován do Francouzského výboru národního osvobození, v němž původně funkci předsedy sdíleli de Gaulle a Henri Honoré Giraud Od 9. listopadu tohoto roku výboru předsedal pouze de Gaulle, který tak byl nejvyšším exilovým představitelem Francie.

## Složení sil

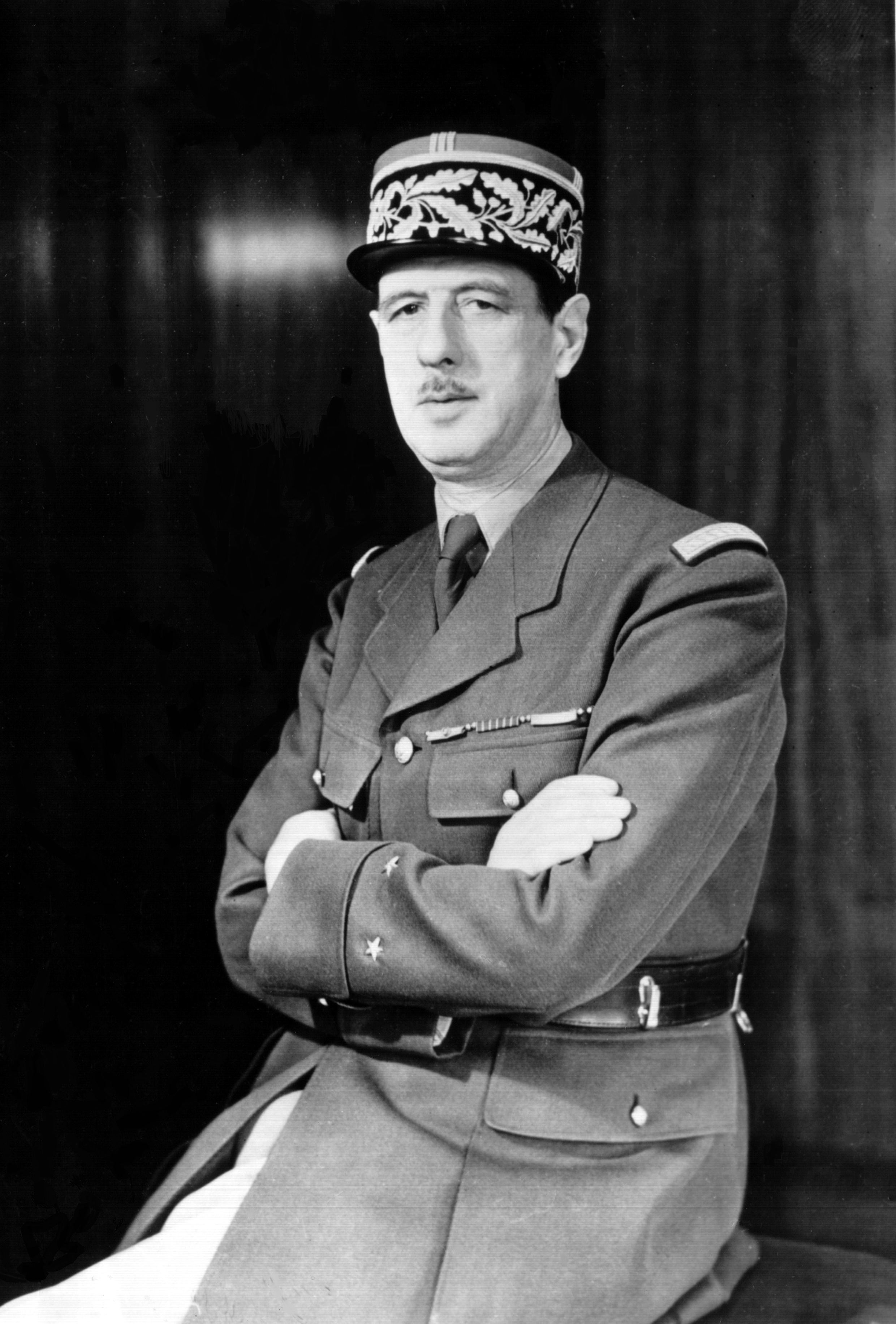
Charles de Gaulle, zakladatel FFL

Mnoho členů FFL nebylo francouzského původu. Více než 400 000 (asi 65 %) byli branci ze Západní Afriky, převážně ze Senegalu. Mnoho členů bylo také z Maroka, Alžírska a Tahiti. Například 2. tanková divize měla 25 % černošských vojáků.
Svobodná Francie také organizovala a podporovala odboj v okupované Francii, známý jako Francouzské vnitřní síly.

## Boj o kontrolu nad koloniemi

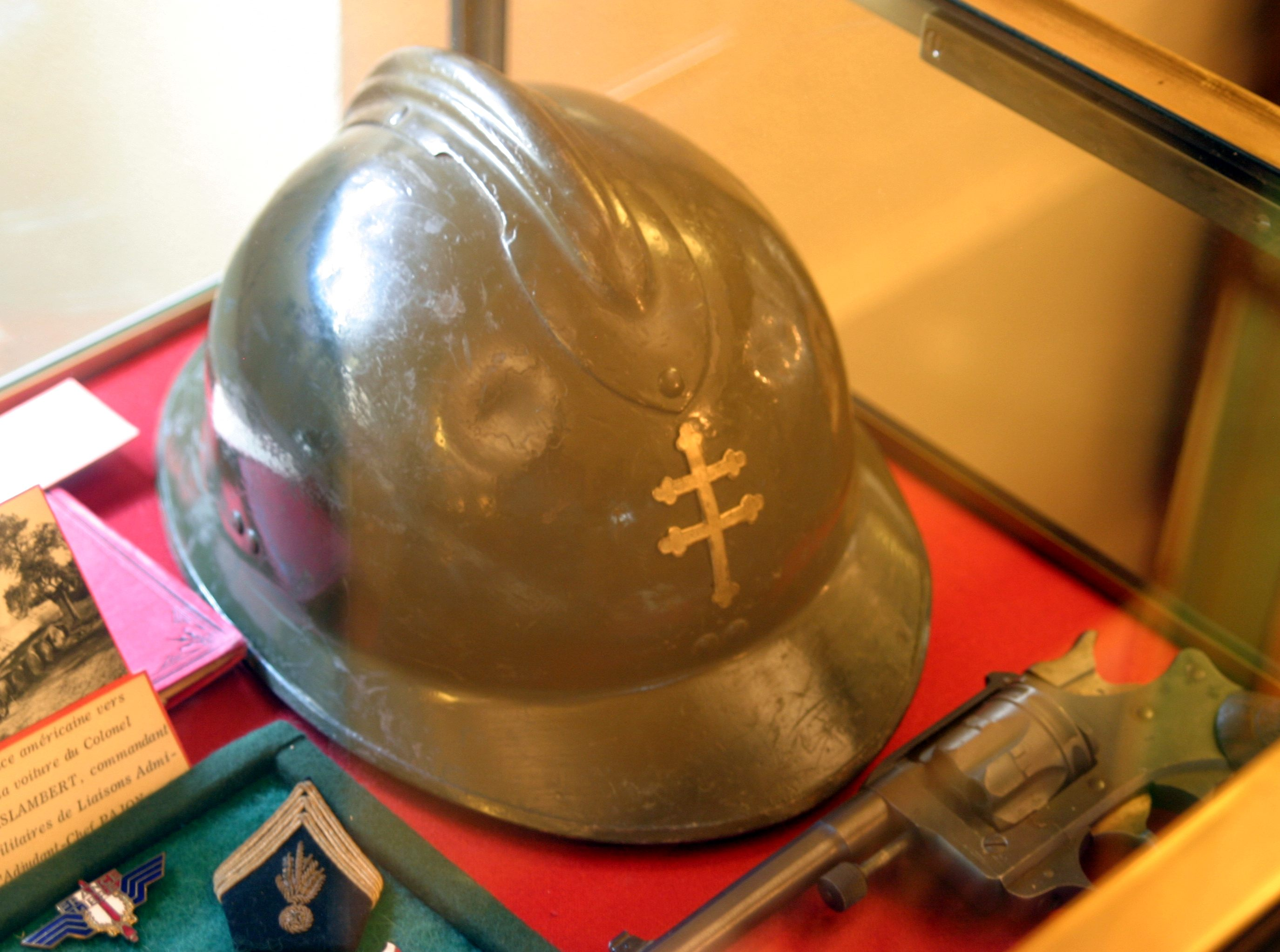
Helma příslušníka FFL

Po pádu Francie v roce 1940 drtivá většina francouzských zámořských území zůstala věrná nové vzniklé vládě Vichistické Francie. K FFL se připojily pouze francouzské državy v Indii, Francouzská rovníková Afrika a Francouzská Polynésie, a teprve postupně během války se FFL dařilo získávat kontrolu nad dalšími koloniemi. S přidáváním francouzských afrických kolonií do FFL přišlo velké množství afrických koloniálních vojenských jednotek. K prvnímu ozbrojenému střetu mezi Vichisty a FFL došlo v září roku 1940 během neúspěšného pokusu o dobytí Dakaru. V listopadu téhož roku se FFL podařilo dobýt Gabon, jedinou součást Francouzské rovníkové Afriky, která se připojila na stranu vlády ve Vichy. V polovině roku 1941 byla Vichistická armáda poražena v Levantě. Tohoto tažení (Operace Exporter) se účastnil i 11. československý pěší prapor – Východní. V severní Africe se vojáci FFL účastnili bojů v Libyi a Egyptě proti Erwinu Rommelovi a jeho Afrika Korps. Po britské invazi byla vláda Svobodné Francie ustavena i nad Madagaskarem. Spojenecké vylodění v severní Africe navíc přineslo osvobození Francouzské západní Afriky a Alžírska. Po těchto úspěších začali roku 1943 vstupovat do FFL také obyvatelé Guadeloupe, Martiniku a Francouzské Guyany. Roku 1944 boje o kolonie utichly v důsledku vylodění spojenců v Normandii a konce Vichistického režimu po osvobození Francie.

## Konec války
Do roku 1944 čítalo FFL 560 000 členů. Toto číslo vystouplo do konce roku na milion. FFL bojovalo v Alsasku, Alpách a Bretani. Od roku 1945 až do konce války v Evropě se FFL skládalo z 1 300 000 členů, a zahrnovalo sedm pěších divizí a tři bojové tankové divize, což z FFL dělalo pátou největší spojeneckou armádu hned za Rudou armádou, americkou armádou, britskou armádou a rumunskou armádou. FFL nabídlo poslat polovinu sil do Pacifiku, aby podpořilo boje proti Japonsku, ale než mohli být vojáci posláni, druhá světová válka skončila.

## Jednotky

Lotrinský kříž – znak FFL

### Armády
- Francouzská první armáda
- Atlantické armádní síly
- Alpské armádní síly

### Sbory
- 1. armádní sbor
- 2. armádní sbor
- 3. armádní sbor[pozn. 1]

### Divize a prapory
- 1. svobodná francouzská divize[pozn. 2]
- 2. Marocká pěší divize
- 3. Alžírská pěší divize
- 4. Marocká horská divize
- 9. koloniální pěší divize
- 27. Alpská pěší divize[pozn. 3]
- 1. tanková divize
- 2. tanková divize[pozn. 2]
- 3. tanková divize[pozn. 1][pozn. 3]
- 5. tanková divize
- 1. pěší divize
- 10. pěší divize[pozn. 3]
- 14. pěší divize[pozn. 3]
- 19. pěší divize[pozn. 3]
- 23. pěší divize[pozn. 3]
- 25. pěší divize[pozn. 3]
- 36. pěší divizer[pozn. 1]
- 1. Dálněvýchodní koloniální divizer[pozn. 1]
- 2. Dálněvýchodní koloniální divizer[pozn. 1]
- 1. samostatný stíhací pluk Svobodné Francie „Normandie — Němen“
- 3. a 4. prapor svobodných francouzských S.A.S. (speciální letecké služby)

## Známí příslušníci FFL
- Dimitri Amilakhvari
- Georges Thierry d'Argenlieu
- Josephine Bakerová
- Georges Bidault
- Pierre Billotte
- Pierre Bourgoin
- Claude Hettier de Boislambert
- René Cassin
- Georges Catroux
- Pierre Clostermann
- Geoffroy Chodron de Courcel
- Eve Curie
- Suzanne David Hall
- André Dewavrin
- Félix Éboué
- René Iché
- Jean Gabin
- Charles de Gaulle
- Henri Giraud
- Alphonse Juin
- Joseph Kessel
- Marie Pierre Kœnig
- Edgard de Larminat
- Pierre-Olivier Lapie
- Philippe Leclerc de Hauteclocque
- Paul Legentilhomme
- Marcel Marceau
- Pierre Marienne
- Anna Marly
- Pierre Mendès-France
- Pierre Messmer
- Jean Monnet
- Joseph de Goislard de Monsabert
- Jean Moulin
- Émile Muselier
- Gaston Palewski
- Zinovij Peškov
- René Pleven
- Gabriel Brunet de Sairigné
- Antoine de Saint-Exupéry
- Maurice Schumann
- Jean de Lattre de Tassigny
- Tereska Torres
- Susan Travers
- Martin Valin
- Raoul Magrin-Vernerey
- Simone Weilová
- Raymonde Reimbert
- Pierre Bertaux
- Antoine Béthouart
- Jean René Champion